# 統一民主同盟 (ザンビア)
統一民主同盟（とういつみんしゅどうめい、United Democratic Alliance）は、かつて存在したザンビアの政党連合。2006年3月1日に、以下の政党によって結成された。 
- 国家開発統一党
- 統一民族独立党
- 民主開発フォーラム[1]

2006年9月28日の国民議会議員選挙 (Zambian parliamentary election, 2006) において、統一民主同盟は26議席を獲得した。大統領選挙ではハカインデ・ヒチレマを擁立し、25.3パーセントの票を集めた。
これらの政党は、2011年の総選挙では個別に選挙運動を展開した。